# Aphidius staryi
Aphidius staryi är en stekelart som beskrevs av Chen och Luhman 1991. Aphidius staryi ingår i släktet Aphidius och familjen bracksteklar. Inga underarter finns listade i Catalogue of Life.